# Middletown (Delaware)
Middletown es un pueblo ubicado en el condado de New Castle en el estado estadounidense de Delaware. En el año 2000 tenía una población de 12.726 habitantes y una densidad poblacional de 372 personas por km².

## Geografía
Middletown se encuentra ubicado en las coordenadas 39°27′16″N 75°42′50″O / 39.45444, -75.71389.

## Demografía
Según la Oficina del Censo en 2000 los ingresos medios por hogar en la localidad eran de $41,663, y los ingresos medios por familia eran $47,270. Los hombres tenían unos ingresos medios de $35,688 frente a los $30,044 para las mujeres. La renta per cápita para la localidad era de $18,517. Alrededor del 10.9% de la población estaban por debajo del umbral de pobreza.

## Educación
Tiene la escuela privada St. Andrew's School.